# Nitria (centro monástico)
Nitria fue uno de los primeros centros monásticos cristianos en Egipto. Estaba ubicado en una colina a pocos kilómetros al sur de Alejandría, quizás cerca de la actual aldea de el-Barnudj, en el territorio de la gobernación de Behera, en la región noroeste del delta del Nilo. El lugar dio su nombre a una depresión llamada desierto de Nitria (actual Uadi Natrun).
Fue el primero de los tres principales centros de actividad monástica cristiana en el desierto de Nitria, los otros dos fueron Kellia y Escete.
Nitria fue fundada en el año 330 por Amoun por consejo de Antonio, y debido a su aura de santidad y personalidad carismática, rápidamente atrajo a miles de monjes durante el resto del siglo IV. En 390, evolucionó de una colonia de monjes solitarios, que vivían cercanos pero sin apenas conexión, a una comunidad organizada de vida en común, con banqueros, comerciantes y servicios religiosos. También llegaban gentes de la cercana ciudad de Alejandría, incluso en grandes cantidades, y muchos de los monjes se centraron en atender las necesidades de los visitantes. Llevaban un monacato de tipo semiheremítico.
Sin embargo, otros monjes buscando una mayor soledad para evitar las distracciones, lejos de los visitantes y comerciantes, establecieron en 338 otro centro monástico en Kellia, también llamada Las Celdas, a unos 19 kilómetros de distancia, al sur de Nitria. 
La población monástica en Nitria disminuyó durante los siglos V y VI y el sitio fue abandonado en algún momento a mediados del siglo VII pues cuando el patriarca copto Benjamín I (626-665) visitó el área en su viaje a Escete, el valle de Nitria estaba casi desierto. Las ruinas del antiguo asentamiento han sido borradas progresivamente por la arena y el viento del desierto, así como por los recientes proyectos de recuperación y riego en el área. En cualquier caso, el tamaño de Nitria, en su apogeo, llevó a los monjes a fundar otros asentamientos en áreas vecinas, como en el Uadi Natrun, donde cuatro cenobios han sobrevivido hasta nuestros días y no deben confundirse con Nitria.
Nitria probablemente se encuentra debajo o cerca de la aldea moderna de el-Barnudj pero si bien una intensa investigación arqueológica podría revelar partes del establecimiento, nuestra única evidencia real de Nitria hasta este momento proviene solo de documentos. El autor desconocido de la Historia de los monjes egipcios (Historia Monachorum en Aegypto), probablemente Flavio Rufino, visitó la zona a fines del siglo IV. 
Nitria recibió su nombre de una ciudad cercana que fue llamada así por los depósitos de natrón, una sal utilizada por los antiguos egipcios para el embalsamamiento de las momias.